# Premazepam
Il premazepam è uno psicofarmaco, derivato delle benzodiazepine. È un agonista parziale dei recettori delle benzodiazepine e nel 1984 è stato dimostrato di possedere proprietà sia ansiolitiche che sedative nell'uomo, ma non è mai stato commercializzato.

## Proprietà farmacologiche
Le dosi iniziali di premazepam somministrate a pazienti hanno dimostrato risultati di test psicologici simili a quelli prodotti dal diazepam. Con dosi ripetute per più di un giorno, il premazepam provoca meno sedazione e meno danni psicomotori rispetto al diazepam. Inoltre, i test hanno dimostrato che 7,5 mg di premazepam sono approssimativamente equivalenti a 5 mg di diazepam.

## Farmacocinetica
Il premazepam è una benzodiazepina pirrolodiazepinica e agisce come agonista parziale dei recettori delle benzodiazepine. Il tempo medio impiegato per raggiungere i livelli plasmatici di picco è di 2 ore e l'emivita media di premazepam nell'uomo è di 11,5 ore. Circa il 90% del farmaco viene escreto in forma immodificata. Del restante 10% del farmaco nessuno dei metaboliti ha mostrato attività farmacologica. Quindi premazepam non produce metaboliti attivi nell'uomo.